# Snodeal Manufacturing Company
Snodeal Manufacturing Company war ein US-amerikanischer Hersteller von Automobilen.

## Unternehmensgeschichte
George R. Snodeal betrieb zunächst eine Reparaturwerkstatt mit angeschlossener Lackierung und Ladestation für Elektroautos in Baltimore in Maryland.
1902 führte eine Reorganisation zum neuen Unternehmen. Nun stellte er selber Automobile her. Der Markenname lautete Snodeal. Im gleichen Jahr endete die Produktion.

## Fahrzeuge
Snodeal stellte sowohl Fahrzeuge mit Ottomotoren als auch mit Elektromotoren her.